# 1809 na ciência

## Nascimentos
| Data            | Nome                         | Profissão               | Nacionalidade                         | Observações                                                          | Ref               |
| --------------- | ---------------------------- | ----------------------- | ------------------------------------- | -------------------------------------------------------------------- | ----------------- |
| 12 de fevereiro | Charles Darwin               | naturalista             | Reino Unido da Grã-Bretanha e Irlanda | m. 1882 Medalha Real 1853 Medalha Wollaston 1859 Medalha Copley 1864 | [ 1 ] [ 2 ] [ 3 ] |
| 15 de fevereiro | André Hubert Dumont          | geólogo e mineralogista | Reino da Holanda                      | m. 1857 Medalha Wollaston 1840                                       | [ 2 ]             |
| 3 de maio       | Laurent-Guillaume de Koninck | paleontólogo e químico  | Primeiro Império Francês (Bélgica)    | m. 1887 Medalha Wollaston 1875 Medalha Clarke 1886                   | [ 2 ] [ 4 ]       |
| 31 de agosto    | Oswald Heer                  | geólogo e botânico      | Suíça                                 | m. 1883 Medalha Wollaston 1874 Medalha Real 1877                     | [ 2 ] [ 1 ]       |
| 9 de novembro   | Thomas Wright                | geólogo e paleontólogo  | Reino Unido da Grã-Bretanha e Irlanda | m. 1884 Medalha Wollaston 1878                                       | [ 2 ]             |

## Mortes
| Data | Nome | Profissão | Nacionalidade | Observações | Ref |
| ---- | ---- | --------- | ------------- | ----------- | --- |

## Prémios
Medalha Copley
- Edward Troughton[3]